# Vergato
Vergato est une commune italienne de la ville métropolitaine de Bologne, dans la région Émilie-Romagne.

## Administration
| Période                                  | Période | Identité | Étiquette | Qualité |
| ---------------------------------------- | ------- | -------- | --------- | ------- |
|                                          |         |          |           |         |
| Les données manquantes sont à compléter. |         |          |           |         |

### Hameaux
Riola, Tolè Cereglio, Calvenzano, Castelnuovo, Prunarolo, Pieve Roffeno, Susano

### Communes limitrophes
Castel d'Aiano, Gaggio Montano, Grizzana Morandi, Marzabotto, Savigno, Zocca